# Classe Majestic (nave da battaglia)
La classe Majestic è stata una classe di navi da battaglia pre-dreadnought costruita per la Royal Navy britannica a partire dal 1893 nell'ambito dello "Spencer Programme", dal nome dell'allora Primo Lord dell'Ammiragliato John Spencer, V conte Spencer. Esse vennero varate come preoccupata reazione britannica alla possibilità che la marina russa e quella francese si potessero alleare contro la Gran Bretagna. Composta di nove unità, la classe divenne la più numerosa di navi da battaglia mai costruita. Il progetto delle navi venne affidato a William Henry White.

## Struttura
Visivamente erano ben riconoscibili per alcuni particolari, tutt'altro che marginali.
Il bordo libero dello scafo era molto alto, le torri d'artiglieria chiuse. La plancia comando 'normale' sovrastava il torrione corazzato da usare in caso di combattimento. Le alberature erano date da un grande albero di prua, con coffa di osservazione e alcune armi leggere per il tiro, e un albero di poppa ancora più grande. I fumaioli, visti di lato, potevano sembrare uno, ma erano due accoppiati strettamente, quasi a rendere ancora più imponente la sagoma della nave quando vista di fronte. Le artiglierie secondarie erano a mezza nave, in una batteria per lato, e sulle sovrastrutture centrali, dove vi era la batteria di artiglierie leggere.
La loro tecnica era innovativa, in quanto esse erano le prime navi considerabili come pre-dreadnought. Il loro scafo era imponente, come del resto l'alberatura, e disponeva di un bordo libero elevato. Ciò era possibile per i progressi della metallurgia, che permise in pochi anni di raddoppiare la resistenza delle piastre d'acciaio grazie al metodo Harvey, indurite superficialmente, così da avere piastre molto più sottili per avere ancora una buona protezione, e quindi, visto che l'acciaio pesava lo stesso sia indurito che dolce, permettersi una maggiore superficie protetta, con fianchi più alti e migliore tenuta al mare.

## Il sospetto caso del recupero della scialuppa delTitanic
Un mese dopo l'affondamento del Titanic, il  Majestic recuperò vicino al luogo del disastro una scialuppa alla deriva: a bordo della stessa vennero rinvenuti alcuni corpi. Quando il medico di bordo analizzò i cadaveri trovò fra i loro denti tracce di sughero delle cinghie di sicurezza, ovvero erano morti di fame, a significare che alcune persone si erano salvate dalle acque gelide forse salendo su un blocco di ghiaccio, e salendo poi in un secondo tempo su una delle quattro scialuppe che il Carpathia lasciò alla deriva (dato che a bordo della piccola nave che soccorse i naufraghi non ci stavano), trovando poi la morte per fame e stenti senza che nessuna nave li trovasse mai.

## L'evoluzione delle corazze navali nel XIX secolo
Le piastre di corazza, originariamente, erano costituite da ferro a basso tenore di carbonio inframezzato da strati di legno di tek, mentre l'acciaio aveva la tendenza a frantumarsi con gli impatti dei proiettili pesanti. In seguito, nel 1880-90 si giunse alla disposizione di costruire corazze con piastre di ferro interne e acciaio esterne, ma la differenza di elasticità durante i colpi incassati le faceva facilmente scollare. Alla fine del XIX secolo Harvey trattò le superfici di acciaio al nichel con carbonio, ottenendo una elevata durezza, ma non ancora l'elasticità necessaria. Queste corazzature presero il nome di corazzatura Harvey. Fu Krupp a rimediare, con l'aggiunta di cromo, ottenendo una lega d'acciaio che divenne subito lo standard di riferimento: con 152mm era possibili ottenere la stessa protezione di 229 mm di acciaio Harvey o 457 mm di ferro a basso tenore di carbonio. Tale protezione divenne nota come corazzatura Krupp.
Le Majestic appartenevano in sostanza alla terza generazione di corazze, quella dell'interregno Harvey.
La protezione era migliore anche per altri motivi, come il ponte corazzato che si raccordava, inclinandosi, alla cintura corazzata, appoggiato anche dai carbonili sistemati sui fianchi. La corazza prevedeva una cintura di spessore dimezzato rispetto alle classi precedenti, 229 mm (9,0 in), mentre il ponte era da 76 mm, 101 sulle parti inclinate. Le paratie trasversali raggiungevano i 305-356 mm, mentre la corazza si estendeva anche a coprire le armi principali e secondarie.
I nuovi cannoni della batteria principale erano armi ad alta velocità BL 12 in Mk VIII da 305 mm, che con la velocità iniziale di 790 m/s superavano del 25% le prestazioni dei lenti e grossi cannoni da 343 precedenti, con una perforazione di 292 mm a 4 600 metri contro i 229 a 5 000 dei precedenti. Inoltre avevano una cadenza di tiro almeno doppia e una maggiore gittata. La torre era totalmente chiusa, cosa fondamentale date le maggiori distanze d'ingaggio, con traiettorie paraboliche per i colpi in arrivo, rese possibili dalla maggiore precisione delle artiglierie, proiettili e sistemi di tiro. Torri e barbette avevano corazze da 356 mm come massimo, mentre le casematte dell'armamento secondario da QF 6 in/40 avevano 152 mm. Forse il torrione aveva a sua volta 305-356 mm.
L'apparato propulsore era meno innovativo, ma pur sempre con una buona efficienza: 2 gruppi di motrici alternative a vapore con un totale di 12000 hp per un massimo di 17 nodi.
Messe in riserva dopo circa 10 anni di servizio, esse vennero rimesse in fretta in linea, e fornirono tra le altre cose un importante contributo di fuoco nell'infelice sbarco ai Dardanelli, dove la Majestic venne silurata e, mostrando la tipica vulnerabilità alle minacce subacquee delle navi della sua generazione, rapidamente affondò, come anche la piccola Triumph, entrambe a causa dell'U-21 del comandante Otto Hersing (maggio 1915). Le navi che presero parte alle operazioni nel Mediterraneo Orientale erano 4, le altre 5 operarono nelle acque metropolitane.